# Gambetta (boisson)
 (octobre 2020).
Si vous disposez d'ouvrages ou d'articles de référence ou si vous connaissez des sites web de qualité traitant du thème abordé ici, merci de compléter l'article en donnant les références utiles à sa vérifiabilité et en les liant à la section « Notes et références ».
Pour l’article homonyme, voir Léon Gambetta.
Le gambetta est un sirop, donc une boisson non alcoolisée, d'origine provençale ancienne, que l'on trouve principalement dans le sud de la France.

## Origine
Le gambetta que l'on trouve dans le commerce est fabriqué par la distillerie Janot, à Aubagne. Plusieurs boissons sans alcool sont produites par la distillerie dont le gambetta classique et le gambetta Bitter. Le gambetta est maintenant produit par la distillerie Terroirs Distillers, à Jonquières dans le Vaucluse.

## Composition
Il est obtenu par macération de plantes, de fruits et d'écorces de plantes (une cinquantaine dont la figue, la mandarine, la gentiane) et additionné de caramel, sucre, acide citrique, sirop de glucose, sirop de fructose.

## Usage
Le gambetta se consomme allongé d'eau plate ou gazeuse, de limonade, de bière ou de lait. 
Il fait un excellent apéritif avec du vin rosé ou blanc.
Aujourd'hui (septembre 2019) on trouve également dans le commerce du gambetta limonade, un « soda aux extraits végétaux » conditionné dans des bouteilles de 150 cl.